# Cramaille
Cramaille ist eine französische Gemeinde mit 133 Einwohnern (Stand 1. Januar 2022) im Département Aisne in der Region Hauts-de-France; sie gehört zum Arrondissement Soissons und zum Kanton Villers-Cotterêts.

## Geografie
Die Gemeinde Cramaille liegt etwa 18 Kilometer südöstlich von Soissons auf einem Plateau zwischen den Tälern der Flüsse Crise und Ourcq.

## Bevölkerungsentwicklung
| Jahr      | 1962 | 1968 | 1975 | 1982 | 1990 | 1999 | 2007 | 2016 |
| Einwohner | 179  | 172  | 135  | 127  | 108  | 102  | 120  | 138  |

## Sehenswürdigkeiten
- Kirche Saint-Martin aus dem 16. Jahrhundert, Monument historique[1]
- Ruine der Burg Cramaille aus dem 13. Jahrhundert, Monument historique[2]

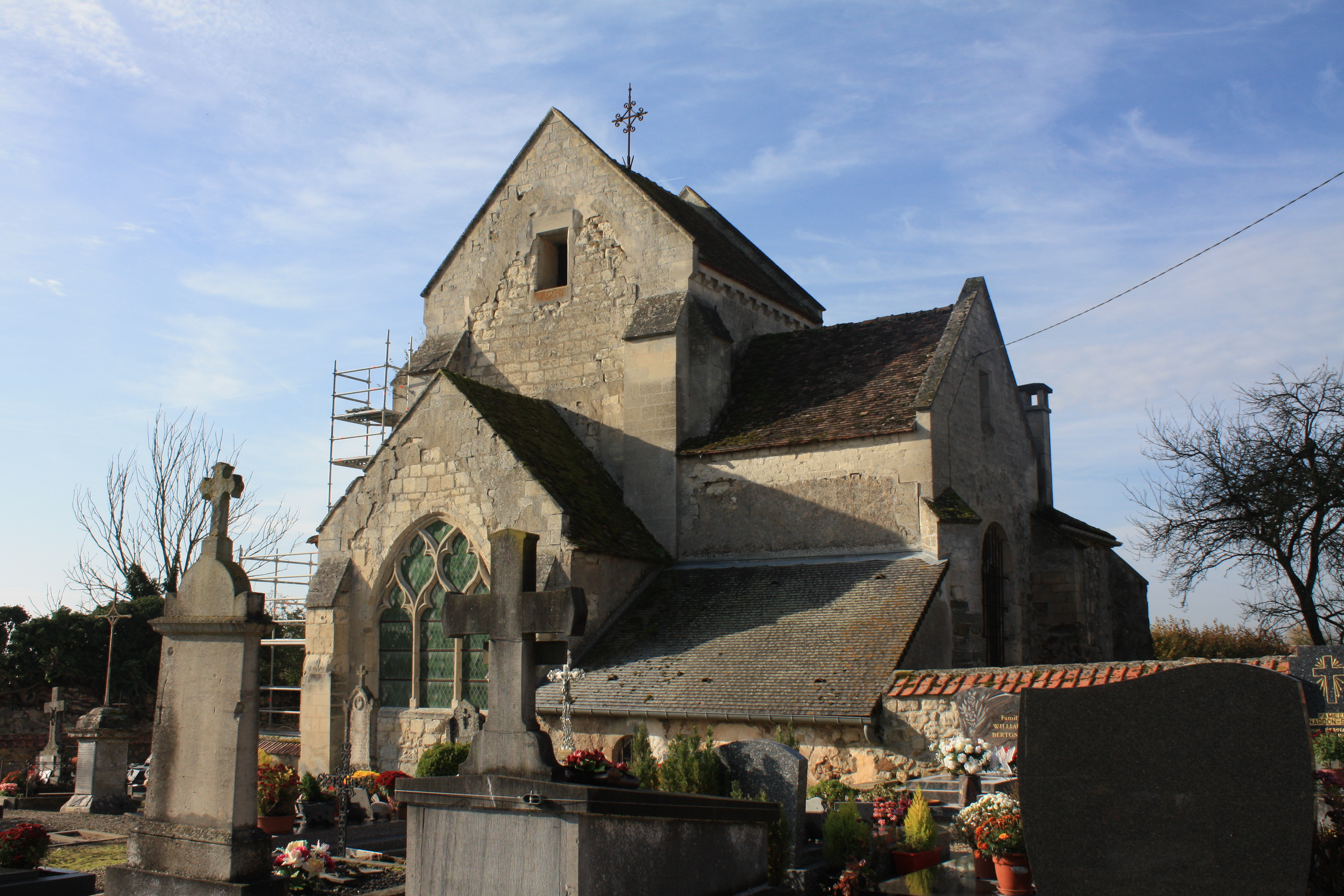
Kirche Saint-Martin
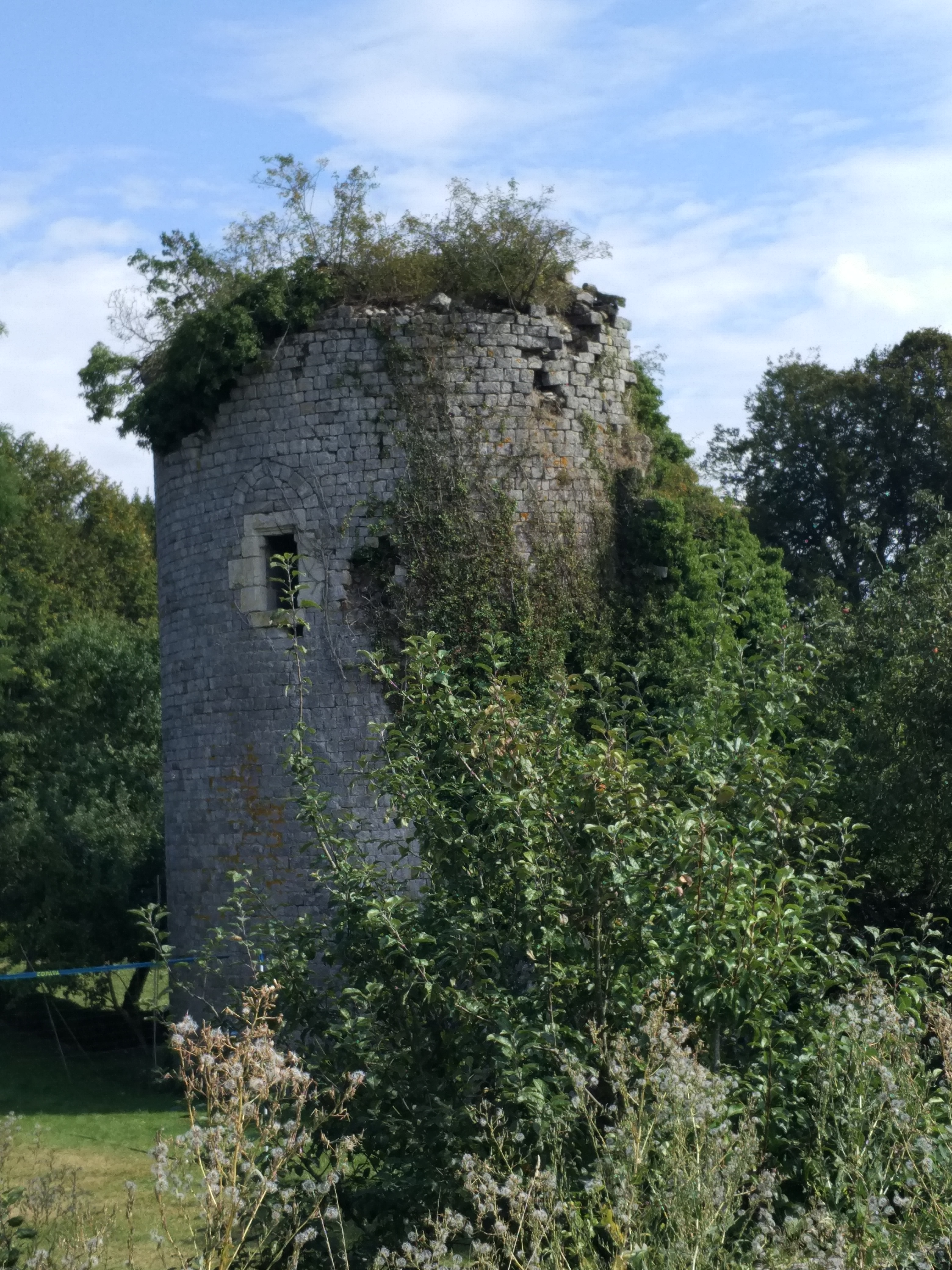
Burgruine